# 印南弘
印南 弘（いんなみ ひろし、1902年 - 1938年9月13日）は、日本の映画監督、脚本家である。サイレント映画の時代にモダンな現代劇を得意とした。

## 人物・来歴
1902年（明治35年）、広島県に生まれる。
日本大学を卒業し、兵庫県西宮市甲陽園にあった東亜キネマ甲陽撮影所に入社する。1927年（昭和2年）1月9日に公開された『黄金の弾丸』で、満24歳で監督に昇進した。同年、阪妻・立花・ユニヴァーサル聯合映画に招かれて秋田伸一を主演に『港の灯』を監督、山口俊雄の主演作『仇討殉情録』の脚本をマキノ・プロダクションで書いたり、山口俊雄が独立して設立した山口俊雄プロダクションで『月形半平太』を監督したが、1929年（昭和4年）には、東亜キネマに復帰した。
1930年（昭和5年）、帝国キネマ演芸に移籍、同社の企画部長は渾大坊五郎、脚本部長は東亜キネマ甲陽撮影所時代に印南の監督デビュー作等の脚本を書いた竹井諒であり、この二人に期待され、印南は順調に監督作を発表した。なかでも1931年（昭和6年）2月13日に公開された『向日葵夫人』は、フランセス・マリオン脚本、ヘンリー・キング監督の『ステラ・ダラス』を髣髴とさせる作品であったといい、清水俊二は「脚色者はフランセス・マリオンをそっくりそのまま復習していたのであつたが、印南弘はしばしばヘンリー・キング以上の瞬間を見せていた」と『映画評論』昭和六年七月号（1931年7月）で評したという。同年8月28日、同社は新興キネマに改組され、印南は新興キネマに継続入社した。
印南には当時、京都に出てきて蒲団屋を営む母と妹、前妻との間に2女がいたが、1933年（昭和8年）2月8日に公開された『ふらんす人形』に主演した桂珠子と結婚、同年8月3日に公開された『碁盤縞の女』を最後に退社を余儀なくされる。桂珠子も1934年（昭和9年）10月11日に公開された『七宝の桂』（監督寿々喜多呂九平）を最後に同社を退社、東京に移り、かねてから移籍の勧誘があった日活多摩川撮影所にそろって移籍した。しかしながら、当時印南と親交のあった岸松雄によれば、印南は、すでに肺結核を病んでおり、新宿武蔵野館前の屋台で毎日のように酒を飲んでいたといい、新興キネマでの最後の作品である『碁盤縞の女』以降の印南の作品歴は見当たらない。妻の桂は1936年（昭和11年）に出産、1937年（昭和12年）7月1日に公開された『街の旋風』（監督清瀬英次郎）を最後に日活多摩川撮影所を退社、舞台実演に転向、病弱な夫を支えた。
1938年（昭和13年）9月13日、東京府東京市杉並区和泉町（現在の東京都同区和泉）の自宅で結核により死去した。享年37（満36歳没）。岸松雄によれば、日活入社第1回作品がようやく本読みにとりかかる時期の死去であったという。印南の没後、第二次世界大戦後は、前妻との間の2女はそれぞれ結婚し、桂珠子は東京近郊で医療関係の職業についていたという。

## フィルモグラフィ
クレジットは特筆以外すべて「監督」である。公開日の右側には監督を含む監督以外のクレジットがなされた場合の職名、および東京国立近代美術館フィルムセンター（NFC）、マツダ映画社所蔵等の上映用プリントの現存状況についても記す。同センター等に所蔵されていないものは、とくに1940年代以前の作品についてはほぼ現存しないフィルムである。資料によってタイトルの異なるものは併記した。

### 東亜キネマ甲陽撮影所
すべて製作は「東亜キネマ甲陽撮影所」、配給は「東亜キネマ」、すべてサイレント映画である。
- 『黄金の弾丸』（『黄金の彈丸 愛の賊』[6]） : 原作ヘルマン・ランドン[10]、脚本竹井諒、主演大岩栄二郎、1927年1月9日公開 - 監督、79分尺で現存（NFC所蔵[6]）
- 『泣くな人々』 : 脚本沢田晩紅、主演宮島健一・綾小路雅子、1927年3月7日公開
- 『草笛』 : 原作・脚本竹井諒、主演宮島健一、1927年4月25日公開
- 『男、女、男』 : 原作・脚本内田徳司、主演一木突破、1927年製作・公開
- 『港の灯』 : 原作田端一路、主演秋田伸一、製作阪妻立花ユニヴァーサル聯合映画、配給大日本ユニヴァーサル、1927年6月10日公開 - 脚色・監督
- 『仇討殉情録』 : 監督マキノ正博、原作津村京村、主演山口俊雄、製作マキノプロダクション御室撮影所・新潮座、配給マキノプロダクション、1928年4月9日公開 - 脚本
- 『月形半平太』 : 原作行友李風、脚本大河原保、主演山口俊雄、製作山口俊雄プロダクション、1928年7月19日公開

### 東亜キネマ京都撮影所
すべて製作は「東亜キネマ京都撮影所」、配給は「東亜キネマ」、すべてサイレント映画である。
- 『虎狼の巷』[5]（『虎狼の巻』[4]） : 監督井出錦之助、主演高田稔・千種百合子、1929年3月1日公開 - 原作・脚本
- 『嘆きの白百合』 : 監督別宮幸雄、主演青木繁・川島奈美子、1929年3月8日公開 - 脚本
- 『大岡政談 越後伝吉』 : 監督枝正義郎、主演光岡龍三郎、1929年5月22日公開 - 原作・脚本
- 『村上喜剣』 : 監督山口好幸、主演羅門光三郎・上村節子、1929年6月12日公開 - 原作・脚本
- 『白日の下に』 : 原作・脚本松山美登、主演玉島愛造・住吉恵美子、1929年6月19日公開
- 『浪花小唄』 : 原作・脚本内田徳司、主演小川國松・宮城直枝、1929年7月31日公開
- 『いとし児』 : 原作・脚本内田徳司、主演ミドリ雅子・玉島愛造、1929年10月5日公開
- 『黒白の街 後篇』 : 原作中川雨之助、脚本内田徳司、主演里見明、1929年12月14日公開
- 『街の花嫁進軍』 : 原作・脚本内田徳司、主演竹井巌・宮城直枝、1929年12月31日公開
- 『恋の横顔』 : 原作池谷信三郎、脚本内田徳司、主演里見明・歌川絹枝、1930年5月1日公開

### 帝国キネマ演芸
すべて製作・配給は「帝国キネマ演芸」、すべてサイレント映画である。
- 『赤い白鳥』 : 原作菊池寛、脚本三村伸太郎、主演歌川八重子、1930年9月12日公開
- 『神戸行進曲』 : 原作・脚本山内英三、主演瀬良章太郎、1930年10月17日公開
- 『向日葵夫人』 : 原作前田孤泉、脚本不明、主演英百合子・松本泰輔、1931年2月13日公開
- 『京都行進曲』 : 原作・脚本山内英三、主演牧英勝・英百合子、1931年3月4日公開
- 『我が子我が母』（『わが子わが母』[5]） : 原作・脚本民門敏雄、主演榊田敏三・英百合子、1931年4月22日公開
- 『煙れる太陽』 : 原作・脚本上島量、主演中野英治、1931年5月15日公開
- 『心の暁』 : 原作・脚本民門敏雄、主演山路ふみ子・松本泰輔、1931年8月15日公開

### 新興キネマ
すべて製作・配給は「新興キネマ」、すべてサイレント映画である。
- 『最後の審判』 : 原作狭間祐行、脚本上島量、主演英百合子・津村博、1931年10月4日公開
- 『曙の歌』 : 原作加藤武雄、脚本入江一夫、主演三浦洋平、1931年11月21日公開
- 『南地囃子』 : 原作・脚本山内英三、主演高津慶子、1932年1月7日公開
- 『悲しみの天使』 : 原作中村武羅夫、脚本上島量、主演森静子・津村博、1932年3月17日公開
- 『上海』 : 原作・脚本山内英三、主演瀬良章太郎・鈴木澄子、1932年4月22日公開
- 『愛に栄光あれ』 : 脚本川村邦彦、主演高津慶子・牧英勝、1932年7月6日公開
- 『渦巻』 : 原作渡辺霞亭、脚本山内英三、主演森静子・由利健次、1932年11月10日公開
- 『ふらんす人形』 : 原作大佛次郎、脚本上島量、主演桂珠子、1933年2月8日公開
- 『碁盤縞の女』 : 原作木村軌一、脚本夫馬修、主演中野かほる、1933年8月3日公開